# Rodrigo (Haendel)
Pour les articles homonymes, voir Rodrigo.

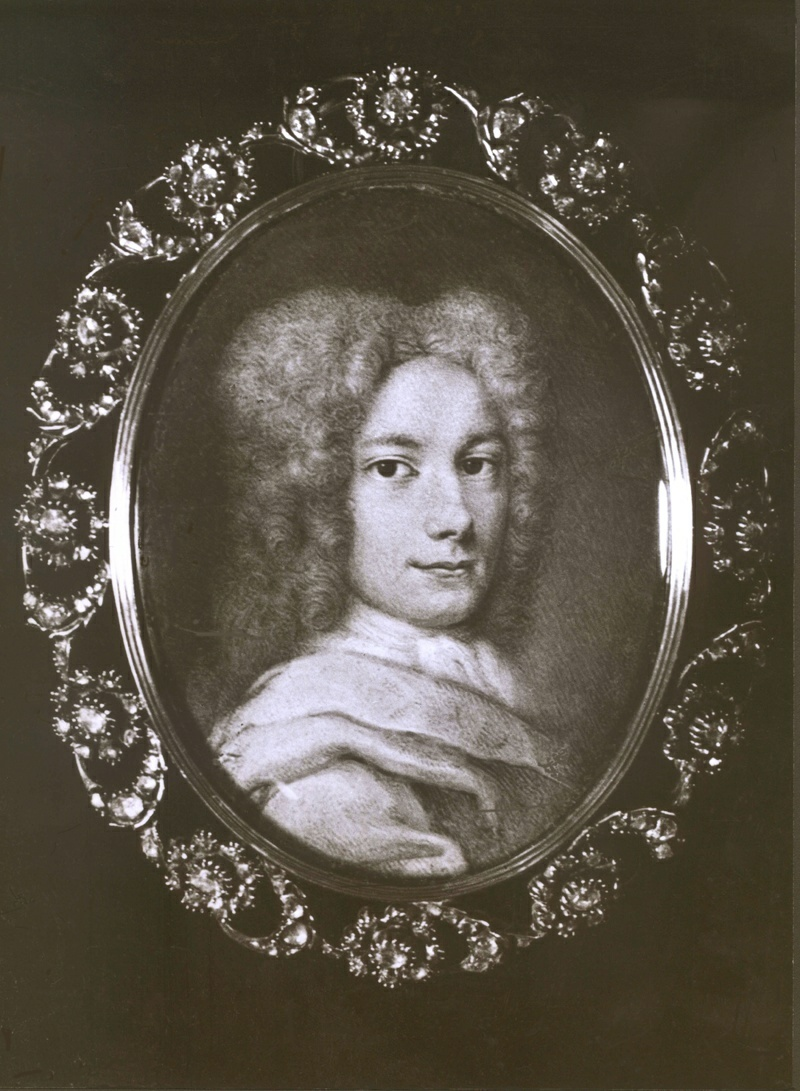
Georg Friedrich Haendel

Rodrigo est un opéra en trois actes composé par Georg Friedrich Haendel (HWV 5). C'est un titre alternatif simplifié, mais le titre réel et complet est Vincer se stesso è la maggior vittoria (« Se vaincre soi-même est la plus grande des victoires »).

## Historique
Datant de 1707, il s'agit du premier opéra de Haendel écrit pour la scène italienne ; sa première représentation s'est tenue à Florence probablement en novembre 1707 au théâtre Cocomero.
Selon toute probabilité, la représentation avait été commandée par l’héritier du Grand-duché de Toscane, Ferdinand de Medicis, qui récompensa Haendel en lui donnant 100 sequins et un service de porcelaine. Ce dernier y aurait aussi gagné les faveurs de la prima donna Vittoria Tarquini - l'une des seules liaisons féminines de Haendel rapportées par la tradition.
Le livret, dont l'auteur n'est pas connu, est adapté  d'Il duello d'amore e di vendetta ("Le duel d'amour et de vengeance"), de Francesco Silvani (1699), qui avait été mis en musique par Marc'Antonio Ziani
Le titre original était Vincer se stesso è la maggior vittoria ("Le dépassement de soi-même est la plus grande des victoires"). L'œuvre est inspirée du personnage historique de Rodéric, le dernier roi Wisigoth d'Espagne.
On possède de cet opéra le manuscrit autographe de Haendel, incomplet, qui avait été publié par Friedrich Chrysander en 1873, ainsi qu'une copie imprimée du livret ayant servi à la production de 1707 : le comparaison de ces deux sources montre que le compositeur l'avait remanié avant la représentation, ce qui pose un problème musicologique de restitution : certains airs ou récitatifs de l'une des deux ne se retrouvent pas dans l'autre. Les partitions de certains éléments du livret ont pu être identifiés dans différentes autres sources retrouvées après 1970, sans néanmoins parvenir à reconstituer l'intégralité de l'opéra dans son état d'origine.
Selon Winton Dean, Rodrigo montre encore un certain manque de métier chez Haendel (que ce soit dans la caractérisation des personnages, l'équilibre des airs - de longueurs parfois très différentes, la focalisation sur les scènes importantes etc) ; cependant les progrès réalisés depuis Almira sont très réels.
L'œuvre a été rejouée intégralement en 1984, à Innsbruck, après qu'on eut retrouvé un fragment perdu de l'acte III. D'autres représentations ont été données à Londres (1985) et Karlsruhe (1987).

## Distribution
| Rôle                                 | Tessiture       | Première distribution, automne 1707  |
| ------------------------------------ | --------------- | ------------------------------------ |
| Rodrigo, roi de Castille             | castrat soprano | Stefano Frilli                       |
| Esilena, épouse de Rodrigo           | soprano         | Anna Maria Cecchi, dite La Beccarina |
| Florinda, mère du fils de Rodrigo    | soprano         | Aurelia Marcello                     |
| Giuliano, frère de Florinda          | ténor           | Francesco Guicciardi                 |
| Evanco, roi d'Aragon                 | soprano         | Caterina Azzolina dite La Valentina  |
| Fernando, chef des armées de Rodrigo | castrat alto    | Giuseppe Perini                      |

Aucun de ces chanteurs ne se retrouvera plus tard à chanter pour Haendel.

## Argument
Avant le début de l'opéra, Rodrigo a remplacé le roi précédent, Vitizza, mais s'est ensuite plongé dans les mêmes vices une fois sur le trône. Par exemple, il séduisit Florinda, qui lui donna son fils. Rodrigo avait prétendu qu'il se séparerait de sa femme Esilena, stérile, afin de se marier avec Florinda. Il ne tint cependant pas cette promesse.

### Acte I
L'opéra s'ouvre avec la nouvelle de la victoire de Giuliano sur les fils de Vitizza à la bataille. Malgré la trahison que lui a faite son mari, Esilena reste loyale à Rodrigo. Ce dernier ordonne l'exécution d'Evanco, le dernier fils vivant de Vitizza. Cependant, Esilena demande qu'il soit épargné, et l'on place ce dernier sous la régence de Giuliano. Giuliano apprend la trahison de Rodrigo, et cesse alors de le soutenir afin de réaliser une alliance avec Evanco. Evanco est lui-même amoureux de Florinda. Rodrigo révèle à Esilena son infidélité avec Florinda. Esilena déclare qu'elle est prête à renoncer au trône au bénéfice de Florinda si ce renoncement peut amener à la paix.

### Acte II
Au camp militaire, Giulano promet le trône à Evanco si ce dernier épouse Florinda. Fernando avait secrètement proposé son aide à Giulano contre Rodrigo; Giulano accepte cette offre malgré des avertissements. Esilena demande à Florinda d'établir la paix, moyennant quoi elle est prête à renoncer au trône et à son mari. Florinda refuses, résolue à se venger de la trahison de Rodrigo.
Fernando a capturé Giuliano et l'amène devant Rodrigo. Celui-ci veut que Giuliano soit exécuté, mais Fernando et Elisena s'opposent à cette intention de peur qu'elle suscite une rébellion de l'armée. Rodrigo fait transmettre par Fernando un message à Evanco, aux termes duquel la seule manière dont il pourra être pardonné consiste à se rendre lui-même. Le seul moyen pour Florinda, de sauver son frère, est de renoncer au royaume.
L'armée d'Evanco attaque alors et prend la ville d'assaut. Comme ils entrent, ils voient Giuliano entouré des soldats de Rodrigo, avec Fernando prêt à le tuer. Fernando transmet alors le message de Rodrigo, mais la proposition est refusée. Evanco parvient à tuer Fernando et sauve Giuliano.

### Acte III
Les forces de Rodrigo combattent celles de Giuliano et Evanco, mais Rodrigo est vaincu et capturé. 
Alors que Giuliano et Evanco sont sur le point d'exécuter Rodrigo, Florinda exige cette tâche pour elle-même. Avant de pouvoir tuer Rodrigo, Esilena entre avec le fils de Florinda et dit que si Florinda veut tuer le père, elle devrait également tuer le fils. Cela arrête Florinda, qui propose alors d'épargner Rodrigo. Giuliano et Evanco ne veulent rien de tout cela, mais Esilena les persuade d'être également charitables. 
Rodrigo est devenu humble face à cette tournure des événements et dit à Esilena qu'elle peut le punir pour son infidélité. Elle ne le fait pas. Rodrigo est autorisé à abdiquer le trône et à s'exiler volontairement avec Esilena. 
Evanco monte sur le trône et épouse Florinda. Ils ont l'intention d'élever le fils de Florinda par Rodrigo comme héritier du trône. Giuliano devient régent.

## Discographie
- Alan Curtis, dir., Il Complesso Barocco : Gloria Banditelli, Sandrine Piau, Elena Cecchi Fedi, Rufus Müller, Roberta Invernizzi, Caterina Calvi (juillet 1997, Virgin 7243 5 45897 2 0) (OCLC 883906462)
- Eduardo López Banzo, dir., Al Ayre Español : Maria Riccarda Wesseling, Maria Bayo, Anne-Catherine Gillet, Max Emmanuel Cencic, Kobie Van Rensburg (mars 2007, Naïve/Ambroisie) (OCLC 811451954)

## Source
- (en) Cet article est partiellement ou en totalité issu de l’article de Wikipédia en anglais intitulé « Rodrigo (opera) » (voir la liste des auteurs).